# Hlibodarivka, Ceaplînka
Hlibodarivka (în ucraineană Хлібодарівка) este localitatea de reședință a comunei Hlibodarivka din raionul Ceaplînka, regiunea Herson, Ucraina.

## Demografie
Componența lingvistică a localității Hlibodarivka
     Ucraineană (87%)
     Rusă (8,94%)
     Tătară crimeeană (1,38%)
     Alte limbi (0,09%)
Conform recensământului din 2001, majoritatea populației localității Hlibodarivka era vorbitoare de ucraineană (87%), existând în minoritate și vorbitori de rusă (8,94%), armeană (1,84%) și tătară crimeeană (1,38%).